# Стів Чен (комп'ютерний інженер)
Стів Чен (англ. Steve Chen або Steven Chen, кит.: 陳世卿, Chén Shìqīng; нар. 1944, Тайвань) — комп'ютерний інженер і інтернет-підприємець. Найбільш відомий як інженер компанії Cray Research і головний творець багатопроцесорних суперкомп'ютерів Cray X-MP та Cray Y-MP.
Отримав ступінь магістра в Університеті Вілланова, ступінь доктора (PhD) в Університеті Іллінойса в Урбана-Шампейн.
Чен поступив на роботу в Cray Research в 1979 році. Роботу над «MP-проектом» (багатопроцесорним суперкомп'ютером) в Cray Research він почав у жовтні 1985 року. В плані було передбачено створення 64-процесорної машини до 1990 чи 1991 року. На це Cray Research бюджет виділив 50 мільйонів доларів. До кінця 1987 року витрати по проекту перевищили 100 мільйонів доларів, і менеджмент компанії вирішив проект припинити і продовжити розвивати лінію X-MP/Y-MP еволюційно.
Після того, як Чен у вересні 1987 року покинув Cray Research, він за фінансової підтримки компанії IBM створив у січні 1988 року власну компанію з виробництва суперкомп'ютерів «Supercomputer Systems Incorporated» (SSI). SSI займалася створенням суперкомп'ютера SS-1, який був майже закінчений, коли IBM припинила фінансування проекту. Компанія змушена була оголосити про банкрутство в 1993 році, 300 чоловік залишилися без роботи, а комп'ютер був викинутий на смітник. У цьому ж році в спробах врятувати своє дітище Чен заснував нову компанію — «SuperComputer International» (SCI). У 1995 році вона була перейменована в «Chen Systems». У 1996 році її придбала компанія Sequent Computer Systems.